# Wazir Ali
Wazir Ali (nascido em 15 de fevereiro de 1928) é um ex-ciclista paquistanês. Ele representou sua nação em dois eventos durante os Jogos Olímpicos de Verão de 1948.